# 诺德奈岛
诺德奈岛（德語：Norderney，發音：[ˌnɔʁdɐˈnaɪ] ⓘ）是德国东弗里西亚群岛中仅次于博尔库姆岛的第二大岛，面积约26.31平方千米，长约14千米，宽约2.5千米，人口5,309。该岛由德国下萨克森州奥里希县的同名市镇管辖。